# سسک مویه‌گر
سسک مویه‌گر یا سسک سوگوار (نام علمی: Geothlypis philadelphia) یک پرنده آوازخوان کوچک از تیرهٔ چرخ‌ریسک‌نمایان است. سسک‌های سوگوار بومی شرق و مرکز آمریکای شمالی و همچنین برخی از کشورهای آمریکای مرکزی هستند. آنها مهاجران نو استوایی هستند و معمولاً در جنگل‌های انبوه رشد دوم یافت می‌شوند. آنها در رده سسک‌های جنگلی قرار دارند که از گنجشک‌سانان رنگارنگ درختی و زمینی تشکیل شده است. سسک‌های جنگلی در ردیف گنجشک‌سانان (Passeriformes) هستند که بیش از نیمی از گونه‌های پرندگان را تشکیل می‌دهند، و خانواده Parulidae که شامل گلوزرد معمولی، سیاه و سفید، سسک نشویل، مرغ اجاقی، و دم‌سرخ آمریکایی نیز می‌شود. آنها از نظر ظاهری بسیار شبیه به سسک MacGillivray هستند، به خصوص در ماده‌ها و پرندگان نابالغ، اما محدوده زادآوری آنها در غرب همپوشانی ندارد.
«سوگوار» در نام این پرنده به کلاه نر اشاره دارد که تصور می‌شود شبیه یک حجاب سوگوار است.